# Товариство спільної обробки землі
Товариство спільної обробки землі (ТСОЗ) — одна з форм колективізації сільського господарства.
ТСОЗ-и організувалися на начеб-то добровільній основі для спільної обробки землі, яку селяни усуспільнювали, але залишали в приватній власності реманент (однак спільно ним користувалися), хату, присадибну площу та свійських тварин, а по-факту це був одним з перших засобів загнати людей у "комуністичне" рабство.
Вперше повна офіційна назва «ТСОЗу» зустрічається в положенні ВУЦВК «Про соціалістичний землеустрій і про заходи переходу до соціалістичного землеробства» (26 травня 1919 року).
Діяли ТСОЗ-и на підставі статуту 1924 року, який передбачав розподіл прибутків між членами ТСОЗ відповідно до кількості переданої землі, вкладеної праці та засобів виробництва, інколи кількості членів родини. Умови праці і принципи розподілу спільної продукції визначали загальні збори ТСОЗів. Частина прибутку призначалася на придбання реманенту. В Україні, як і в усьому СРСР, ТСОЗ-и існували на початку радянського періоду. Проте, хоч уряд заохочував до їх організації й підтримував їх фінансово, в 1923—1924 роках вони становили лише 2,5 відсотки всіх колгоспів УРСР, у 1925—1926 — 43,3 %, в 1928 вже 73,8 %, але ледве 1,3 % всіх сільських господарств. За так званої суцільної колективізації основною формою колгоспу стала сільськогосподарська артіль і ТСОЗ-и перестали існувати.